# P.J. Dozier
Perry Dozier jr., detto P.J. (Columbia, 25 ottobre 1996), è un cestista statunitense.

## Statistiche

### NCAA
| Anno      | Squadra        | PG | PT | MP   | TC%  | 3P%  | TL%  | RP  | AP  | PRP | SP  | PP   |
| --------- | -------------- | -- | -- | ---- | ---- | ---- | ---- | --- | --- | --- | --- | ---- |
| 2015-2016 | S.C. Gamecocks | 34 | 34 | 19,0 | 38,1 | 21,3 | 54,4 | 3,0 | 2,1 | 1,0 | 0,4 | 6,7  |
| 2016-2017 | S.C. Gamecocks | 36 | 36 | 28,7 | 40,7 | 29,8 | 59,7 | 4,8 | 2,8 | 1,7 | 0,3 | 13,9 |
| Carriera  | Carriera       | 70 | 70 | 24,0 | 39,8 | 27,7 | 57,9 | 3,9 | 2,4 | 1,3 | 0,3 | 10,4 |

#### Massimi in carriera
- Massimo di punti: 26 vs Clemson (21 dicembre 2016)[1]
- Massimo di rimbalzi: 10 vs Syracuse (26 novembre 2016)
- Massimo di assist: 6 (3 volte)
- Massimo di palle rubate: 5 vs Francis Marion (30 dicembre 2015)
- Massimo di stoppate: 2 (2 volte)
- Massimo di minuti giocati: 54 vs Alabama (7 febbraio 2017)

### NBA

#### Regular season
| Anno      | Squadra            | PG  | PT | MP   | TC%  | 3P%  | TL%  | RP  | AP  | PRP | SP  | PP  |
| --------- | ------------------ | --- | -- | ---- | ---- | ---- | ---- | --- | --- | --- | --- | --- |
| 2017-2018 | Oklahoma Thunder   | 2   | 0  | 1,6  | 50,0 | -    | -    | 0,5 | 0,0 | 0,0 | 0,0 | 1,0 |
| 2018-2019 | Boston Celtics     | 6   | 0  | 8,5  | 38,1 | 25,0 | 50,0 | 2,8 | 0,8 | 0,3 | 0,0 | 3,2 |
| 2019-2020 | Denver Nuggets     | 29  | 0  | 14,2 | 41,4 | 34,7 | 72,4 | 1,9 | 2,2 | 0,5 | 0,2 | 5,8 |
| 2020-2021 | Denver Nuggets     | 50  | 6  | 21,8 | 41,7 | 31,5 | 63,6 | 3,6 | 1,8 | 0,6 | 0,4 | 7,7 |
| 2021-2022 | Denver Nuggets     | 18  | 0  | 18,9 | 36,4 | 31,3 | 76,9 | 3,5 | 1,6 | 0,6 | 0,3 | 5,4 |
| 2022-2023 | Sacramento Kings   | 16  | 0  | 4,9  | 30,3 | 12,5 | -    | 0,9 | 0,6 | 0,4 | 0,1 | 1,4 |
| 2024-2025 | Minnesota T'wolves | 9   | 0  | 3,9  | 66,7 | 66,7 | 16,7 | 0,6 | 0,6 | 0,1 | 0,0 | 0,8 |
| Carriera  | Carriera           | 130 | 6  | 15,4 | 40,3 | 31,1 | 64,7 | 2,6 | 1,6 | 0,5 | 0,3 | 5,4 |

#### Play-off
| Anno     | Squadra          | PG | PT | MP   | TC%  | 3P%  | TL%  | RP  | AP  | PRP | SP  | PP  |
| -------- | ---------------- | -- | -- | ---- | ---- | ---- | ---- | --- | --- | --- | --- | --- |
| 2020     | Denver Nuggets   | 12 | 0  | 10,4 | 42,4 | 25,0 | 57,1 | 1,5 | 1,0 | 0,2 | 0,2 | 3,2 |
| 2023     | Sacramento Kings | 3  | 0  | 2,0  | 50,0 | 50,0 | -    | 0,7 | 0,0 | 0,0 | 0,0 | 2,7 |
| Carriera | Carriera         | 15 | 0  | 8,7  | 43,6 | 33,3 | 57,1 | 1,3 | 0,8 | 0,1 | 0,1 | 3,1 |

#### Massimi in carriera
- Massimo di punti: 23 vs Houston Rockets (24 aprile 2021)[2]
- Massimo di rimbalzi: 11 vs Washington Wizards (9 aprile 2019)
- Massimo di assist: 8 (3 volte)
- Massimo di palle rubate: 3 (7 volte)
- Massimo di stoppate: 2 (4 volte)
- Massimo di minuti giocati: 37 vs Washington Wizards (9 aprile 2019)

### G League
| Anno      | Squadra          | PG  | PT  | MP   | TC%  | 3P%  | TL%  | RP  | AP  | PRP | SP  | PP   |
| --------- | ---------------- | --- | --- | ---- | ---- | ---- | ---- | --- | --- | --- | --- | ---- |
| 2017-2018 | Oklahoma Blue    | 43  | 38  | 28,5 | 46,5 | 34,0 | 65,3 | 5,6 | 2,7 | 1,3 | 0,2 | 12,9 |
| 2018-2019 | Maine Red Claws  | 46  | 46  | 35,3 | 46,0 | 31,2 | 66,8 | 6,6 | 6,6 | 1,3 | 0,7 | 21,0 |
| 2019-2020 | Windy City Bulls | 18  | 16  | 36,9 | 43,8 | 32,6 | 74,1 | 7,6 | 7,7 | 1,7 | 0,7 | 21,4 |
| 2022-2023 | Iowa Wolves      | 24  | 16  | 28,5 | 44,8 | 36,5 | 68,6 | 6,3 | 3,3 | 1,4 | 0,8 | 17,2 |
| Carriera  | Carriera         | 131 | 116 | 32,0 | 45,4 | 33,4 | 67,7 | 6,4 | 5,0 | 1,4 | 0,6 | 17,8 |

### Eurolega
| Anno      | Squadra      | PG | PT | MP   | TC%  | 3P%  | TL%  | RP  | AP  | PRP | SP  | PP  |
| --------- | ------------ | -- | -- | ---- | ---- | ---- | ---- | --- | --- | --- | --- | --- |
| 2023-2024 | Partizan     | 33 | 22 | 21,0 | 48,6 | 29,4 | 73,3 | 3,0 | 3,1 | 1,3 | 0,2 | 9,2 |
| 2024-2025 | Anadolu Efes | 18 | 4  | 18,5 | 51,9 | 51,4 | 87,5 | 2,2 | 2,9 | 0,7 | 0,3 | 8,3 |
| Carriera  | Carriera     | 51 | 26 | 20,1 | 49,6 | 36,1 | 78,3 | 2,7 | 3,0 | 1,1 | 0,2 | 8,9 |

## Palmarès
- McDonald's All-American Game (2015)